# Muara Purba Nauli
Muara Purba Nauli is een bestuurslaag in het regentschap Tapanuli Selatan van de provincie Noord-Sumatra, Indonesië. Muara Purba Nauli telt 570 inwoners (volkstelling 2010).